# 제11회 광화문국제단편영화제
제11회 광화문국제단편영화제는 2013년 11월 7일에 열린 시상식이다.

## 수상 및 후보

### 대상
- 철의 시간 - 플린 폰 클라이스트 수상
- Family - 정욱 수상

### 심사위원 특별상
- 키란 - 알렉산더 리델 수상
- 9월이 지나면 - 고형동 수상

### 아시프 락(樂)상
- 카니스 - 마크 리바 외 1명 수상

### 아시프 관객심사단상
- 나만의 네비게이션 - 버르너바시 토트 수상

### 단편의 얼굴상
- 주희 - 오유진 수상

### 아시프 펀드상
- 셀푸카메라 - 최정열 수상

### 국제경쟁부문
- 22:22 - 줄리앙 베케르
- Sept heures trois fois par annee - 아나이스 바르보 라발레트 외 1명
- 97% - Ben Brand
- 어바웃 엔두구 - 다비드 무뇨스
- 알베르토스 - 페드로 메르카도
- 거대한 도약 - 크리스토퍼 루스
- 블랙 멀베리 - 가브리엘 라즈마드제
- 더 브로큰 우먼 - 제레미아스 세고비아
- Contact - Cress Lauro
- 막다른 인생 - 토냐 미샬리
- 그림자 수집가 - 톰 반 애버매트
- 데저티드 - 요아브 호르눙
- 자살 대행 주식회사 - 빅토르 노레스
- 더 페어리테일 오브 더 쓰리 베어스 - 트리스탄 다우스
- 돼지 코 아빠를 찾습니다 - 아넬리스 크럭
- 퍼스트 라이트 - 윙 얀 릴리안 푸
- 프랭크-에티엔 베르 라 베아티튜드 - 콘스탄스 메이어
- 게이밍 - 일바 포너
- 은하계 가장자리 집 - 글렙 오사틴스키
- 짧은 마주침 - 앨런 밀러
- 인투 더 사일런트 씨 - 안드레이 랜딘
- 내부의 속삭임 - 개리 세게르
- 제시 - 로드리고 루나 외 2명
- 모든 것을 잃기 전에 - 자비에 르그랑
- 킬 유어 아이돌스 - 리비 렘메티
- 더 라스트 보더 - 다니엘 버터워스
- Last Traces - Rogers Oliver
- 약탈자들 - 그렉 롬
- Lux Aeterna - Carlos TRIBInO MAMBY
- 넥스트 엑시트 - 벤자민 굿거
- 나이트 인 호텔 - 다니엘 콘투르
- 닌자와 군인 - 히라바야시 이사무
- 내 토끼인형을 살려주세요 - 케빈 림
- 프라이드 - 파벨 G. 베스나코브
- 사나 - 마르코스 프리멘텔
- 스크랩 - 베더 알호모드
- 셰임 앤 글라시즈 - 알레산드로 리콘다
- The Son - 이반 시카비카
- 소나타 - 나디아 미콜
- 바텐 - 니클라스 라르손
- 그들만의 촌락 - 릴리아나 줄츠바흐
- 우드우 - 조니 필립스

### 국내경쟁부문
- 그레코로만 - 신현탁
- 내가 버린 여름 - 서성원
- 달이 기울면 - 정소영
- 마포에서 서강까지 - 현조
- 방학숙제 - 윤희중
- 사랑의 묘약 - 모칸
- 소년과 양 - 이형석
- 주희 - 허정
- D-24 - 신우석
- Home - 이언경 외 3명